# Patakfalvi református templom
Patakfalva református temploma műemlék épület Romániában, Hargita megyében.

### Története
A pápai tizedjegyzékben szereplő falu középkori plébániatemplomát 1802-ben földrengés pusztította el. Helye a falun kívül, a temető szélén, a „Papdomb” tetején ma is jól látszik. A keletelt templom tornyának helyét törmelékdomb, hajójának és szentélyének helyét besüppedés sejteti, a cinteremfal vonala egészen jól kivehető. Az elpusztult templom anyagából 1804-től a falu között újat építettek, faragott kövei közül többet befoglalva az új épületbe.
A mai templom délnyugati, országút felé néző portikussal védett bejáratát csúcsíves kőkeret szegélyezi, ide épen állítottak fel egy gótikus kapukeretet. Bélletét vályúzatok közé helyezett körtetag alkotja. A templom északnyugati oldalán álló toronynál mind a külső, mind a templomba vezető belső ajtónyílás csúcsíves, körtetagos kőkerettel szegélyezett, a kísérő tagozatok pálca-, illetve sarkantyútagból alakulnak. A három gótikus kapuzat ajtószárnyai is a régi templomból valók, egyiken ma már teljesen elmosódott felirat nyomai látszanak.
A régi templom helyéről egy kétszer vályúzott téglaborda darabja is előkerült. Formáját tekintve jóval későbbi építkezésből való, mint a kapuzatok.
A középkori templom felszereléséből ma egy 16,5 cm magas késő gótikus kehely ismeretes, sima felületének vésett díszítésében már reneszánsz elemek is vannak. Felirata, ötvösjegye nincs, készítésének ideje a XVI. század. Az 1660 körül készített egyházi leltár említést tesz egy ezüstpohárról is, ez után azonban később ezeket jegyezték be: „N.B. Az melly eszközök voltak az Sacramentumok ki szolgáltatására valók, azok Thököly járásakor az Tatárok tüze [...] mind el veszet két abroszon kivül, hanem az után. Nemzetes Ferentzi István Ur Istenes indulattyaból adot az Eccla számára: egy tisztességes Ezüst Pohárt [...] in Visjt. Part. 1700. 22. 9-bris pr. Mich. Nánásj.”
Patakfalva szerény jövedelmű plébániáját 1333-ban jegyezték be a pápai tizedjegyzékbe: „Item Lumbasius sacerdos de villa Potok solvit II. banales." Nem sokkal e bejegyzés kelte előtt épülhetett a falu kora gótikus kőtemploma, melynek kapuit dicséretes módon eredeti rendeltetésüknek megfelelően építették be az új templomba. E középkori templom építéstörténetét a temetőben a régi épületből maradt alapfalak feltárásával esetleg majd tisztázni lehet.
A három, majdnem egyforma csúcsíves kapukeret egységes építésről tanúskodik, és az építők igényességét bizonyítja. A csúcsíves keretek profilalakítása a gótika korábbi szakaszára utal. Hasonlóan alakították Felsőboldogfalva nyugati ajtókeretét. E profilsémát, s így a templom építését is, Udvarhelyszék emlékanyagában a XIV. század első negyedére keltezhetjük. Az építők a faragott részekhez vulkáni eredetű követ használtak.
Jóval későbbi időre, a XV—XVI. század fordulója utánra mutat a templom helyén talált téglaborda-töredék. Vidékünkről hasonló az 1522-es évszámmal jelzett homoródjánosfalvi templom hajójából ismeretes. Ez a bordadarab Patakfalva templománál új építkezést jelez: késő gótikus boltozást az épület valamelyik részében. Ebben az építésben bizonyára részes volt már a plébániához tartozó mindkét falu: Telekfalva és Sándorfalva népe, de a megye közjogi szolgálatában korábban feltűnő Patakfalvi család is.
A Patakfalvi családból Szilveszterről hallunk legkorábban, akinek megöletése miatt 1487-ben testvére, Péter javára hoznak ítéletet a szék kapitánya, bírái és esküdtjei (SzOkl I. 265.). 1505-ben, a székely közösség udvarhelyi gyűlésén Patakfalvi Pétert, Kelement és Lukácsot választják a bírák közé. Péter közjegyzői tisztségét egy 1514-ben kelt birtokügyi oklevél igazolja. Ugyanezt a tisztséget viselhette Balázs is 1550-ben. A három falura vonatkozó adatok a XVI. század második felében a következők: 1566-ban Patakfalvárói egy, Telekfalváról 4 lófő nevét jegyzik fel, a szabad porták összeírásakor Patakfalván 17, Telekfalván 23, Sándorfalván 8 kaput találnak. 1576-ban 16 jobbágyporta van Patakfalván, nagyobb részük a fejedelemé.
Patakfalva, Telekfalva és Sándorfalva hajdani együvé tartozásáról és az egyházi épületek közös fenntartásáról akkor értesülünk, amikor már a különválással próbálkoznak. A generális vizitáció a különválást 1644-ben és 1646-ban nem engedélyezi. 1661-ben, „Ali Passa járása” alkalmával az egyház javait felprédálták, de úgy látszik, a templomot is megrongálták az itt átmenő törökök, mert 1664-ben a telekfalviak által kért fele lelkészi szolgálatot csak akkorra ígéri a parciális szinódus, ha a templom s egyéb épületek építését befejezték, külön meghagyva, hogy a „sándorfalviak hasonlóképp épitsenek” (Liber Eccl. Udv. 1644. 34.). Sándorfalva 1697-ben önállósul, a különváláskor a templom fenntartását és a javak szétosztását így határozzák meg: „Patakfalva azért félti Sándorfalvának tőlle való elszakadását, mert az templom és Parochia ház épitésében dolgok könnyebb, de az nem félelmetes, mert magától is Patakfalva és Telekfalva elégséges azok jó procuralasokra. [...] Az mi mobile bonumokat Ali Passa Járása után az Három Eccla, S.T. és P. falvak pénzen vötenek, abból harmadrészt kévánnak.” 1691ben, „Thököly járásakor” újabb pusztulás éri az egyházi ingóságokat, de lehet, hogy a templomot is. Egy rövid leltári feljegyzésből tudjuk meg, hogy tornya is volt a templomnak: „Patakfalvi Eccla vette a Toronybéli Kis harangot, Telekfalva nélkül, azért nincsen része benne Telekfalvának.” 
Telekfalva 1760-tól önállósul, de valószínűleg már 1667 után volt külön temploma. Patakfalva egyháza ettől az időtől maradt magára az addig közös templom fenntartásában. Az 1782. november 16-án tartott vizitáció a templomot jó állapotban találja, mert csak ezt jegyzi meg róla: „a templom körül jó Collat deszkából kert vagyon”.
Az 1802-es földrengéskor a templom elpusztult, az újat 1804—1816 között építették. Az 1977-es földrengés ezt is megrongálta.

### A templom méretei
o  Alapterülete: 189 m2, a falak vastagsága 1 m, a déli oldalon egy cinterem csatlakozik a hajóhoz  
·       hajó: 21X7,8 m = 164 m2, belmagassága 7,5 m
·       torony: a nyugati oldalon helyezkedik el, 25 m2, magassága 27 m, az 1977-es földrengés után 
Orgona: 5 regiszteres, lábfújtatós, Rieger Ottó építette 1923-ban
Harangok:
o  régi harang: 94 kg, felirata: „Gloria im excelsis Deo. Anno domini 1668 – Andreas Filck”
o  felújított régi harang: a fent említett harang megrepedt, ezért megnagyobbítva újraöntették, új súlya 161 kg, felirata: „Isten dicsőségére a patakfalvi ref. egyházközség régi harangját megnagyobbítva újra öntette Tek. Özv. Ferenczy Lajosné és leánya Tek. Bedő Gyuláné, Ferenczy Ilus 1912”
o  jelenlegi nagy harang (régi kisharang): 118 kg, felirata: „Hívek áldozatkézségéből. Patakfalvi ref. egyház. 1923” 
o  jelenlegi kisharang: 100 kg,  Andrásofszky Efraim öntötte 1902-ben, Márton Józsefné (szül. Oláh Rebeka) adománya, 

### Javítási munkálatok
1900 – új bádoggal borítják a tornyot (a bádogon az évszám ma is látható)
1913 – a templom „bepadolása”
1955 – általános belső javítási munkálatok
1973 - általános javítási munkálatok, a villanyáram bevezetése a templomba
1978 – mivel az 1977-es földrengés következtében főleg a torony nagyon megrongálódott, 3 koszorúval és 2 támpillérrel erősítettek meg
1988 – új bejárati kapu és kerítés
1994 – a toronybádog részleges (25%) cseréje és ez egész újrafestése
2006 – a hajó tetőszerkezetének felújítása (új cserép 70 %, új cserépléc 100 %, új szarufák és gerendák 20 %)
2012 – a templom statikai megerősítése (új betonkoszorú a falak tetejére, új betonalap öntése a régi alá és mellé, 10 földalatti betonpillér öntése a falak körül, 60 cm széles betonjárda öntése a falak körül, az északi rész drénezése)
        - az épület falainak teljes külső felújítása, 
- vakolás
- festés
- falak megerősítése a régi repedések mentén
        - ablakok, ajtók, zsalugáterek renoválása, új csatorna
        - új bejáratok kialakítása (a főbejáratnál és a toronynál)
        - új lépcsők öntése a főbejáratnál
        - az új főbejárat, a lépcsők és az első járdák térkövezése
        - a bejárati kapu és a kerítés teljes felújítása
        - új teherbejárat kialakítása, ide új kapu állítása   
2013 – a templomhajó teljes belső felújítása
- falak vakolása és festése
- padlóburkolás új téglával
- padok teljes felújítása és festése
- templomkert parkosítása
2014 – a karzat teljes felújítása
        - a toronypadlózat lebetonozása

### Események
Patakfalva középkori templománál, amelyet 1802-ben bontottak el település temetőjében, 2014 májusában kezdődtek el a régészeti ásatások a Haáz Rezső Múzeum szervezésében, Nyárádi Zsolt vezetésével. Az ásatások eben az esztendőben a középkori templom szentélyét, sekrestyéjét, és cinteremfalát kutatták öt 5x5m felületű szelvényekben. A 125 négyzetméternyi felületben 108 temetkezés maradványait tártuk fel a 12. századtól kezdődően a 18. század közepéig. A feltárások anyagi hátterét Andre Gongiar (Arhaeotek-Canada) teremtette elő, ugyancsak ő szervezte be azt a tengeren túli antropológus csoportot, amely aktívan részt vett a feltárásokon. A közel négy hónapig tartó feltáráson több mint 40 egyetemi hallgató vett részt új kutatási módszereket és rendszereket építve ki a professzorok vezetésével. 
A feltárások alkalmával előkerültek egy 13–14. századi egyenes záródású templom, amelynek sarkai pillérekkel támasztották meg, felszínre kerültek a sokszögzáródású gótikus szentély támpilléres alapfalai, oltáralapozása. A szentélyt téglabordákkal boltozták, padlóját téglával padolták le. Az új templomot kő kerítőfallal vették körül, nyugati oldalára tornyot építettek.
Az ásatások végeztével sor került a teljes egyházközségi iratanyag rendezésére digitalizálására, valamint csomagolására is.